# 10 кроків до успіху
«10 кро́ків до у́спіху» (англ. 10 Items or Less — «Не більші 10 товарів») — американська комедійна драма режисера, продюсера і сценариста Бреда Сілберлінґа, що вийшла 2006 року. У головних ролях Морган Фрімен, Пас Вега.
Продюсерами також були Джулі Лінн і Лорі МакҐрірі. Вперше фільм продемонстрували 11 вересня 2006 року у Канаді на Міжнародному кінофестивалі у Торонто.
В Україні у кінопрокаті фільм не демонструвався.

## Сюжет
Голлівудська зірка у творчій кризі: актор відмовляється від хороших пропозицій, і, щоб хоч якось віднайти себе, він погоджується на якийсь малобюджетний незалежний фільм. Зробивши зупинку, щоб закупитись у супермаркеті, він знайомиться з латиноамериканкою Скарлет — касиркою на касі «не більші 10 товарів». Вирішивши поїхати, він з'ясовує, що його водій пропав, тому він звертається за допомогою до Скарлет.

## У ролях
| Актор           | Персонаж               | Роль                |
| --------------- | ---------------------- | ------------------- |
| Морган Фрімен   | Себе англ. Him         | голлівудський актор |
| Пас Вега        | Скарлет англ. Scarlet  | касирка             |
| Кумар Паллана   | Лі англ. Lee           |                     |
| Джона Гілл      | Пекі англ. Packy       |                     |
| Енн Дудек       | Лоррейн англ. Lorraine |                     |
| Боббі Каннавале | Боббі англ. Bobby      |                     |

## Сприйняття

### Критика
Фільм отримав змішано-позитивні відгуки: Rotten Tomatoes дав оцінку 63 % на основі 59 відгуків від критиків (середня оцінка 6,2/10) і 65 % від глядачів із середньою оцінкою 3,2/5 (23,677 голосів). Загалом на сайті фільми має позитивний рейтинг, фільму зарахований «стиглий помідор» від кінокритиків і «попкорн» від глядачів, Internet Movie Database — 6,7/10 (11 049 голосів), Metacritic — 54/100 (20 відгуків критиків) і 5,6/10 від глядачів (21 голос). Загалом на цьому ресурсі від критиків і від глядачів фільм отримав змішані відгуки.

### Касові збори
Під час показу у США, що розпочався 1 грудня 2006 року, протягом першого тижня фільм показали у 15 кінотеатрах та він зібрав $35 929, що на той час дозволило йому зайняти 52 місце серед усіх прем'єр. Показ фільму тривав 21 день (3 тижні) і за цей час фільм зібрав у прокаті США 83 291  доларів США, а у решті країн $1 315 98, тобто загалом $1 399 222.

### Нагороди і номінації[15]
| Рік  | Нагорода                          | Категорія                 | Номінант   | Результат |
| ---- | --------------------------------- | ------------------------- | ---------- | --------- |
| 2006 | Національна рада кінокритиків США | Найкращі незалежні фільми | стрічка    | Номінація |
| 2007 | Незалежний дух                    | Нагорода продюсерів       | Джулі Лінн | Перемога  |

### Виноски
1. ↑  http://www.imdb.com/title/tt0499603/
2. ↑  http://www.filmaffinity.com/en/film279428.html
3. ↑  http://www.allocine.fr/film/fichefilm_gen_cfilm=118947.html
4. ↑  Freebase Data Dumps — Google.
5. 1 2 3  10 Items or Less: Release Info (англ.). Internet Movie Database. Процитовано 23 січня 2014.
6. 1 2  10 Items or Less (англ.). Box Office Mojo. Архів оригіналу за 24 лютого 2016. Процитовано 23 січня 2014.
7. 1 2  10 Items or Less (англ.). Internet Movie Database. Архів оригіналу за 5 липня 2013. Процитовано 23 січня 2014.
8. ↑  10 Items or Less (англ.). Allmovie. Архів оригіналу за 22 березня 2014. Процитовано 23 січня 2014.
9. ↑  «10 кроків до успіху» — калька з московського перекладу назви фільму
10. ↑  10 Items or Less: Full Cast & Crew (англ.). Internet Movie Database. Архів оригіналу за 18 квітня 2016. Процитовано 23 січня 2014.
11. ↑  10 шагов к успеху. Премьеры (рос.). КиноПоиск. Архів оригіналу за 2 лютого 2014. Процитовано 23 грудня 2014.
12. ↑  10 Items or Less (англ.). Rotten Tomatoes. Архів оригіналу за 4 лютого 2014. Процитовано 23 січня 2014.
13. ↑  10 Items or Less (англ.). Metacritic. Архів оригіналу за 25 квітня 2014. Процитовано 23 січня 2014.
14. ↑  Ten Items or Less (англ.). The Numbers. Архів оригіналу за 3 лютого 2014. Процитовано 23 січня 2014.
15. ↑  10 Items or Less: Awards (англ.). Internet Movie Database. Процитовано 22 січня 2014.